# Traité de Vienne (1657)
Pour les articles homonymes, voir Traité de Vienne.
Le traité de Vienne, conclu le 27 mai 1657, concrétisait l'alliance de l'Autriche et de la Pologne pendant la première guerre du Nord.
Par ce traité, Léopold I promet d'aider Jean II Casimir avec 12 000 hommes contre l'alliance suédo-brandebourgeoise. Ces troupes devaient être entretenues aux frais de la Pologne et franchirent la frontière polonaise en juin.
Ce traité fait suite à celui, homonyme, de 1656, qui n'avait pu se concrétiser à cause de la mort de son signataire, l'empereur Ferdinand III de Habsbourg. 